# Rio Cetea (Criş)
O Rio Cetea é um rio da Romênia, afluente do Răchiţeasca, localizado no distrito de Bihor.